# Chiromantis nongkhorensis
Chiromantis nongkhorensis és una espècie d'amfibi que viu a Cambodja, Laos, Myanmar, Tailàndia, Vietnam i, possiblement també, Xina.
Està amenaçada d'extinció per la pèrdua del seu hàbitat natural.